# Hal McKusick
Hal McKusick est un saxophoniste et flûtiste de jazz américain né le 1er juin 1924 à Medford (Massachusetts), et mort le 11 avril 2012.

## Carrière
McKusick travaille avec Raeburn Boyd de 1944 à 1945 et Claude Thornhill de 1948 à 1949. Au début des années cinquante, il collabore avec Terry Gibbs et Don Elliott.
Plus tard, il participe à de nombreux enregistrements avec George Russell et Jimmy Giuffre. Il enregistre également ses propres albums, dont Triple Exposure en 1957, pour Prestige.
Un bon exemple de solo de McKusick peut être entendu sur All About Rosie, le titre-phare de la suite pour orchestre, avec Bill Evans (écrite par George Russell et dirigée par Gunther Schuller), enregistrée en live au Brandeis Jazz Festival en 1957.
En 1958, McKusick dirige un petit ensemble avec Bill Evans, avec lequel il enregistre Cross Section Saxes, sur lequel figurent également Art Farmer, Paul Chambers et Connie Kay, sur des morceaux de Giuffre. Il collabore également avec d'autres grands musiciens de jazz comme Lee Konitz ou John Coltrane.
À la fin de sa vie, il enseigne à la Ross School d'East Hampton, New York.
Le 11 avril 2012, McKusick meurt de causes naturelles à 87 ans.

## Discographie

### Comme leader
- Hal McKusick Plays / Betty St. Clair Sings (Jubilee Records, 1955)
- 1955 : Hal McKusick Quartet Bethlehem Records BCP-16, avec Barry Galbraith, Milton Hinton, Osie Johnson
- 1956 : Hal McKusick : In a Twentieth-Century Drawing Room, RCA Records LPM-1164, avec Barry Galbraith, Milt Hinton
- The Jazz Workshop (RCA Victor, 1956) avec Gil Evans, Jimmy Cleveland, Art Farmer, Barry Galbraith, Milt Hinton, Osie Johnson, Teddy Kotick, Jimmy Raney
- Jazz at the Academy (Coral Records, 1956)
- Hal McKusick Quintet Featuring Art Farmer  (Coral Records, 1957) avec Art Farmer, Eddie Costa, Milt Hinton, Gus Johnson
- Triple Exposure (Prestige Records, 1957) avec Billy Byers, Paul Chambers, Eddie Costa, Charlie Persip
- Cross Section - Saxes (Decca Records, 1958) avec Jay Cameron, Bill Evans, Art Farmer, Barry Galbraith, Dick Hafer, Milt Hinton, Paul Chambers, Connie Kay, Charlie Persip, Frank Socolow

### Comme sideman
- 1955 : Bobby Scott : The Compositions of Bobby Scott, Bethlehem Records BCP-8
- 1956 : Hal Schaefer : Hal Schaefer, The RCA Victor Jazz Workshop, RCA Victor Records LPM-1199
- 1959 : Lee Konitz, Jimmy Giuffre : Lee Konitz Meets Jimmy Giuffre, Verve Records MGV 8335

Avec Benny Golson
- Take a Number from 1 to 10 (Argo, 1961)

Avec Woody Herman
- Songs For Hip Lovers (Verve, 1957)

Avec Gil Melle
- Gil's Guests (Prestige, 1956)

Avec Jackie Paris
- The Song Is Paris (Impulse!, 1962)

Avec George Russell
- The Jazz Workshop (RCA, 1956)
- New York, N.Y. (Decca, 1959)